# Grå myrvireo
Grå myrvireo (Dysithamnus mentalis) är en fågel i familjen myrfåglar inom ordningen tättingar.

## Utseende och läte
Myrvireor påminner som namnet avslöjar om vireor, med rätt kraftig näbb och kort stjärt. Hane grå myrvireo har grått på ansiktet och bröst med en bred mörk mask över ögat. Honan har rostfärgad hjässa och rätt färglöst ansikte och bröst med en vitaktig ögonring.

## Utbredning och systematik
Grå myrvireo har ett mycket stort utbredningsområde, från södra Mexiko genom Centralamerika till nordöstra Argentina i Sydamerika. Den delas in i hela 18 underarter med följande utbredning:
- Dysithamnus mentalis septentrionalis – Atlantsluttningen i södra Mexiko (Campeche, Chiapas) till västra Panama
- Dysithamnus mentalis suffusus –östra Panama (Darién) och nordvästra Colombia (norra Chocó och norra Antioquía)
- Dysithamnus mentalis extremus – västra Anderna och centrala Andernas västsluttning i Colombia
- Dysithamnus mentalis aequatorialis – Stillahavssluttningen i västra Ecuador och nordvästligaste Peru (Tumbes)
- Dysithamnus mentalis viridis – bergstrakter i norra Colombia och norra Venezuela
- Dysithamnus mentalis cumbreanus – kustnära berg i norra Venezuela (Falcón och Lara till norra Sucre)
- Dysithamnus mentalis oberi – Tobago
- Dysithamnus mentalis andrei – nordöstra Venezuela (södra Sucre till nordöstra Bolivar); Trinidad
- Dysithamnus mentalis ptaritepui – tepuier i södra Venezuela (Ptari-Tepui och Sororopán-Tepui)
- Dysithamnus mentalis spodionotus – södra Venezuela (södra Bolívar, Amazonas) och norra Brasilien (Roraima)
- Dysithamnus mentalis semicinereus – Anderna i västra delen av centrala Colombia
- Dysithamnus mentalis napensis – sydligaste Colombia till nordligaste Peru (norra Amazonas)
- Dysithamnus mentalis tambillanus – Andernas östsluttning i norra och centrala Peru
- Dysithamnus mentalis olivaceus – Andernas östsluttning i Peru (Pasco till Cusco och västra Madre de Dios)
- Dysithamnus mentalis tavarae – sydöstra Peru (sydöstra Madre de Dios) till centrala Bolivia
- Dysithamnus mentalis emiliae – nordöstra Brasilien (sydöstra Pará, norra Maranhão, Ceará och Pernambuco, Alagoas)
- Dysithamnus mentalis affinis – nordostligaste Bolivia och centrala Brasilien
- Dysithamnus mentalis mentalis – sydöstra Brasilien (Bahia) till östra Paraguay och nordöstra Argentina

## Levnadssätt
Grå myrvireo hittas i fuktiga skogar i tropiska låglänta områden och förberg. Där ses den i öppen undervegetation, vanligen enstaka eller i par men ibland tillsammans med kringvandrande artblandade flockar.

## Status och hot
Arten har ett stort utbredningsområde, men tros minska i antal, dock inte tillräckligt kraftigt för att den ska betraktas som hotad. Internationella naturvårdsunionen IUCN listar arten som livskraftig (LC). Beståndet uppskattas till i storleksordningen en halv miljon till fem miljoner vuxna individer.

## Bilder

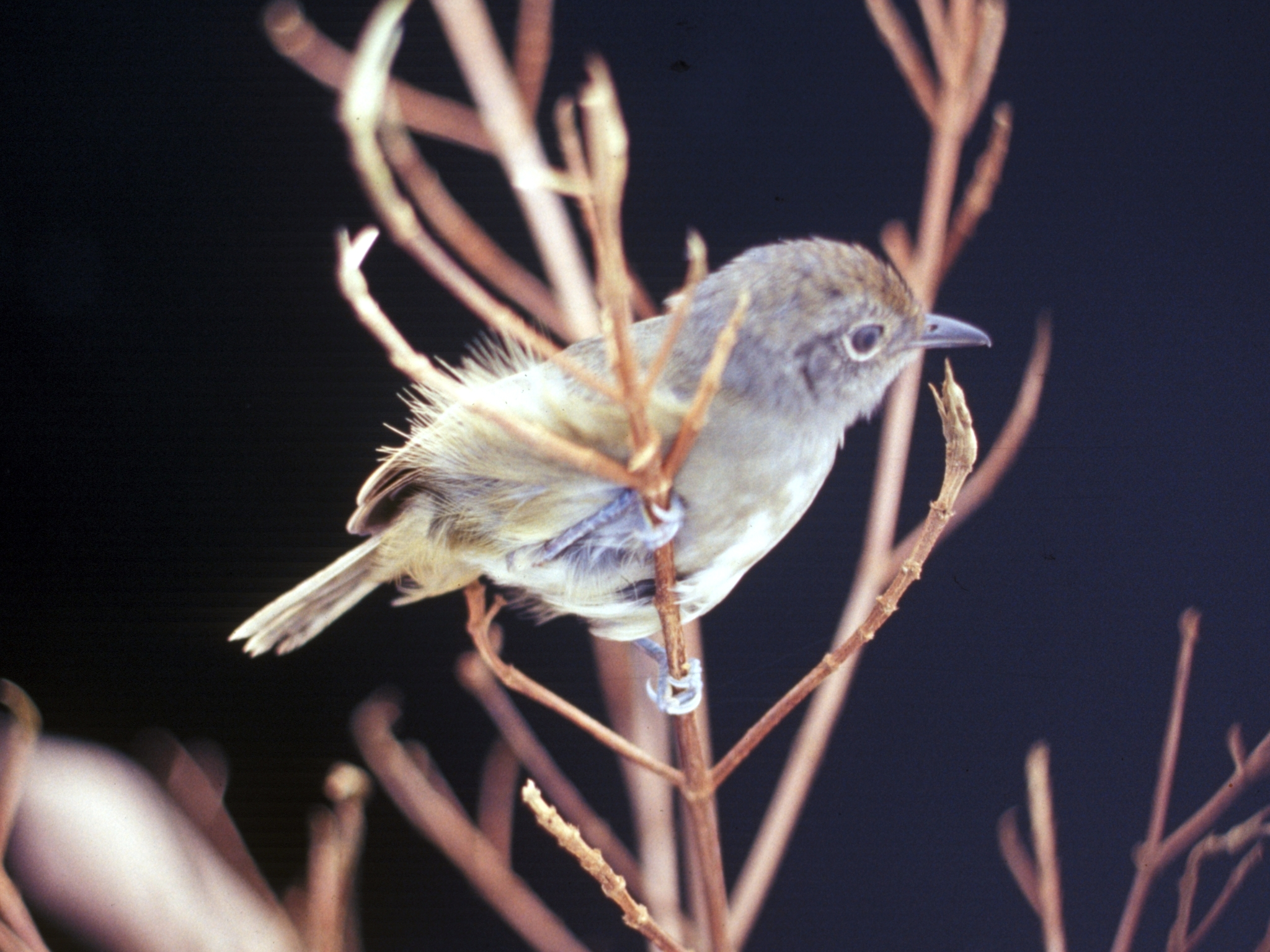
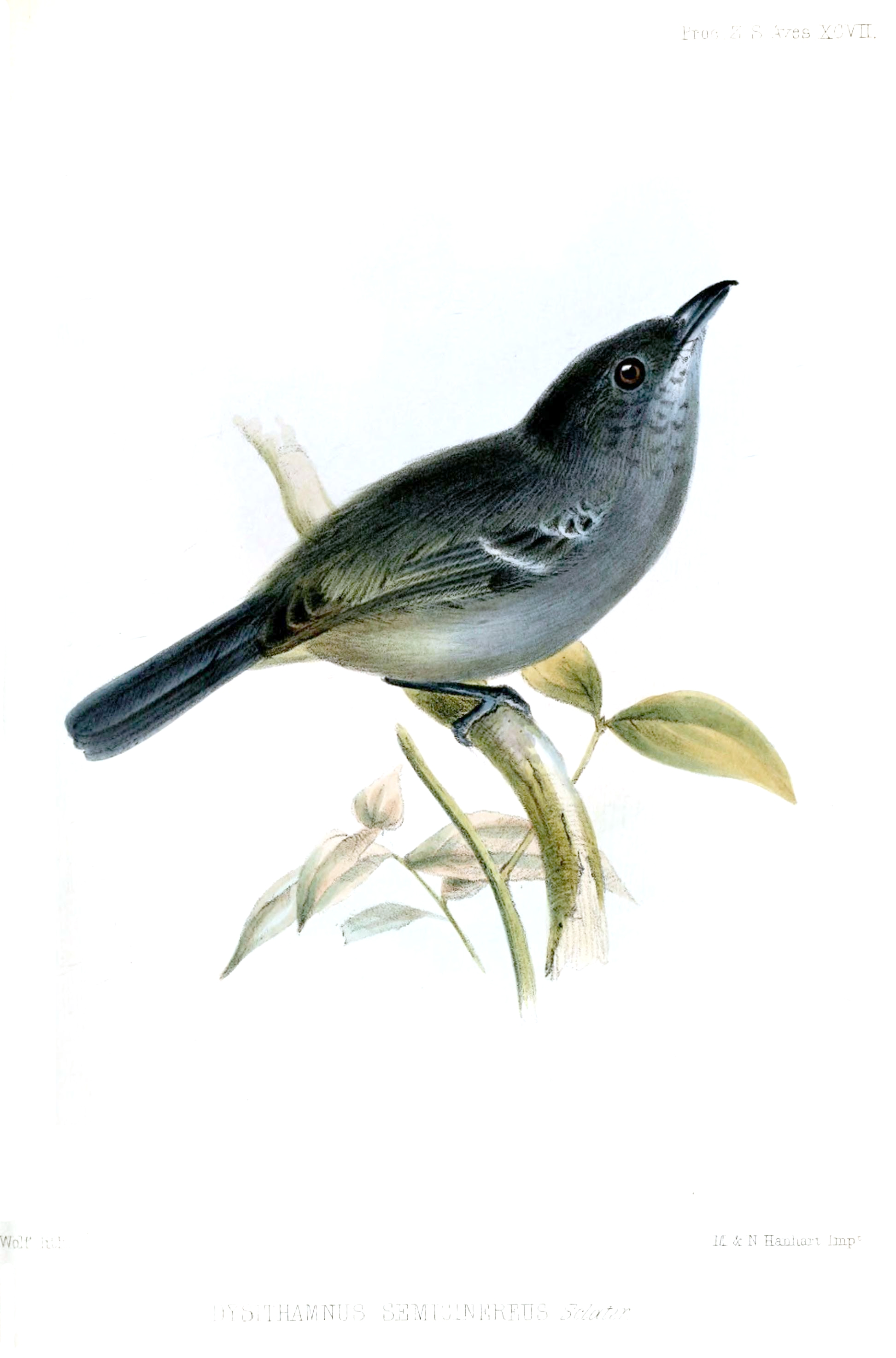